# Wisenta
Die Wisenta ist ein etwa 55 km langer, rechter und östlicher Zufluss der Saale im Saale-Orla-Kreis und Vogtlandkreis in Thüringen und Sachsen, Deutschland.

## Namensherkunft
Der Name Wisenta geht auf den Wisent zurück, der im 11. Jahrhundert noch in der Gegend um Schleiz gelebt haben könnte. Er bedeutet so viel wie Wisentwasser oder Fluss, an dem Wisente leben (Verbindung des mhd. wisent mit dem Grundwort aha für Wasser bzw. Fluss).
Die älteste urkundliche Erwähnung reicht in das Jahr 1071 mit der Schreibweise wisinta zurück.
In derselben Schreibweise findet sich der Name 1122 in der Grenzbeschreibung des Dobnagaus. 1280 wird sie in den Urkunden wisenta geschrieben. Im ausgehenden Mittelalter deutete man den Namen volksetymologisch in Wisentthal bzw. Wiesenthal um. Letztgenannter Name war bis ins frühe 20. Jahrhundert die amtliche Bezeichnung des Flusses. Erst 1929 erhielt er seinen ursprünglichen Namen Wisenta zurück. Dabei ist zu bemerken, dass die Bezeichnung Wisentaland für das Gebiet, das die Wisenta durchfließt, auch während der Zeit, als der Fluss Wiesenthal heiß, beibehalten wurde. Für das Jahr 1232 ist überliefert, dass das Getreidemaß Scheffel in der Gegend um Schleiz wesenter genannt wurde.

## Verlauf
Die Wisenta entspringt rund 2 km westlich der Ortschaft Rothenacker, die zur thüringischen Kleinstadt Tanna gehört. Ihre Quelle befindet sich an der Ostflanke des waldreichen Bergs Rosenbühl (653,3 m ü. NHN) auf etwa 605 m Höhe.
Zunächst fließt die Wisenta nach Nordosten zwischen den Dörfern Rothenacker im Südsüdosten und Willersdorf im Nordnordwesten hindurch. Dabei passiert sie den Zeidelbrunnen (ca. 565 m) und die Ottenmühle (ca. 535 m), die an der die beiden Dörfer miteinander verbindenden Kreisstraße 308 steht. Anschließend mündet von Süden der kleine Schwarzbach ein. Danach verläuft sie nordwärts jeweils direkt östlich an Oberkoskau, wo sie die Mittelmühle (ca. 507 m) passiert, und an Unterkoskau vorbei, wo der kleine Lohbach einmündet und die an der Landesstraße 1089 stehende Schlagmühle (ca. 502 m) passiert. Etwas unterhalb von Unterkoskau, wo eine 17 m lange Brücke der kreuzenden Bahnstrecke Schönberg–Hirschberg über sie führt, mündet von Westen der kleine Forstbach (492,1 m) ein.
Etwas weiter nördlich durchfließt die Wisenta die sächsische Kleinstadt Mühltroff, wo ihr erst der kleine Königsbach zufließt und sie dann von der Bundesstraße 282 überbrückt ist. Dort mündet der kleine Langenbacher Bach (ca. 476 m) ein. Direkt unterhalb der Ortschaft ist sie von einer 16 m langen Brücke der fortan den Fluss begleitenden Bahnstrecke Schönberg–Schleiz (Wisentatalbahn) überbrückt. Danach passiert sie die Lippoldsmühle, danach fließt ihr von Südwesten kommend die Zeitera zu.
Danach wendet sich die Wisenta, nun wieder und bis zu ihrer Mündung in Thüringen verlaufend, in Richtung Nordnordwesten nach Langenbuch, einem ostsüdöstlichen Ortsteil der Kleinstadt Schleiz, wo nahe dem Fluss die Waldhäuser stehen. Kurz darauf durchfließt sie die Talsperre Lössau (453,8 m; 34 ha); vom Nordende des Stausees kann Wasser über den Wisentastollen in Richtung Nordosten bzw. Weckersdorf in den kleinen Waldbach, der in die Weida mündet, abgeleitet werden. Unterhalb des Stausees passiert die Wisenta, nun westwärts verlaufend, den zu Schleiz gehörenden Ortsteil Lössau. Nach Passieren von Heuschkelshof, der Schmidtenmühle und der Burkhartsmühle verläuft sie am etwas oberhalb des Flusses gelegenen Schleizer Ortsteil Wüstendittersdorf mit dem  Feldschlösschen vorbei, wo sie von der Bundesstraße 94 überbrückt ist. Anschließend fließt sie an der Holzmühle (ca. 430 m) und am mittels separater Leitung von ihr gespeisten Wehrteich vorbei. Dann verläuft sie durch die Schleizer Kernstadt, in der sie auf etwa 425 m Höhe die Bundesstraße 2 unterquert und wo die den Fluss begleitende Bahnstrecke Schönberg–Schleiz endet. Kurz darauf passiert die Wisenta die Pfeffermühle. Unterhalb von Schleiz fließt sie zunehmend windungsreicher an der Glücksmühle vorbei, danach mündet von Norden der Schlangenbach ein. Wenig später wird der Fluss von der 108 m langen Wisentabrücke der Bundesautobahn 9 überbrückt, unter der, von Südosten kommend, der kleine Culmbach einmündet. Danach fließt die Wisenta an der von einem separaten Mühlgraben gespeisten Beyersmühle vorbei und danach durch das Schleizer Dorf Möschlitz, in dem die Landesstraße 2357 kreuzt. Dann passiert sie die Stöckigtsmühle und den Schleizer Ortsteil Grochwitz.
Anschließend fließt die Wisenta weiterhin westwärts durch die Talsperre Wisenta (389 m; 28 ha), die auf der Grenze von Schleiz zur Gemeinde Crispendorf liegt und an der sich das Pumpspeicherwerk Wisenta befindet. Unterhalb des Stausees mündet von Norden der kleine Erkmannsdorfer Bach ein, danach  passiert sie die nördlich vom Crispendorfer Dorf Dörflas gelegenen Schachenfelsen.
Ein paar Flussschleifen unterhalb dieser Felsen mündet die Wisenta von Osten kommend bei Walsburg, einem Ortsteil der Gemeinde Eßbach, auf rund 320 m Höhe in die dort aus Richtung Südosten kommende Saale.